# ربرزبرگ (پنسیلوانیا)
ربرزبرگ (به انگلیسی: Rebersburg) یک منطقهٔ مسکونی در ایالات متحده آمریکا است که در شهرستان سنتر، پنسیلوانیا واقع شده‌است. ربرزبرگ ۳٫۵۲ کیلومتر مربع مساحت و ۴۹۴ نفر جمعیت دارد و ۳۹۳٫۲ متر بالاتر از سطح دریا واقع شده‌است.